# Liste der Wappen im Landkreis Marburg-Biedenkopf
Diese Liste zeigt die Wappen der Städte und Gemeinden sowie Wappen von ehemals selbständigen Gemeinden und aufgelösten Landkreisen im Landkreis Marburg-Biedenkopf in Hessen. In dieser Liste werden die Wappen mit dem Gemeindelink angezeigt.

Landkreis Marburg-Biedenkopf[1]
Lage des Landkreises Marburg-Biedenkopf in Hessen
Lage des Landkreises Marburg-Biedenkopf in Deutschland

## Wappen der Stadt mit Sonderstatus im Landkreis Marburg-Biedenkopf

Kreisstadt Marburg

- Kreisstadt
Marburg[2]

## Wappen der Städte und Gemeinden
- Stadt
Amöneburg[3]
- Gemeinde
 Angelburg[4]
- Gemeinde
Bad Endbach[5]
- Stadt
Biedenkopf[6]
- Gemeinde
Breidenbach[7]
- Gemeinde
Cölbe[8]
- Gemeinde
Dautphetal[9]
- Gemeinde
Ebsdorfergrund[10]
- Gemeinde
Fronhausen[11]
- Stadt
Gladenbach[12]
- Stadt
Kirchhain[13]
- Gemeinde
Lahntal[14]
- Gemeinde
Lohra[15]
- Gemeinde
Münchhausen[16]
- Stadt
Neustadt[17]
- Stadt
Rauschenberg[18]
- Stadt
Stadtallendorf[19]
- Gemeinde
Steffenberg[20]
- Gemeinde
Weimar (Lahn)[21]
- Stadt
Wetter[22]
- Gemeinde
Wohratal[23]

## Wappen ehemaliger Landkreise

Landkreis Biedenkopf[24]
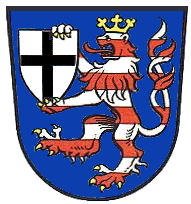
Landkreis Marburg

## Wappen ehemaliger Städte und Gemeinden
- Gemeinde Breidenbach
Ortsteil Achenbach[26]
- Gemeinde Dautphetal
Ortsteil Allendorf[27]

Stadt Wetter
Ortsteil Amönau[28]
- Stadt Gladenbach
Ortsteil Bellnhausen[29]
Gemeinde Bad Endbach
Ortsteil Bottenhorn[30]
- Stadt Biedenkopf
Ortsteil Breidenstein[31]

Gemeinde Dautphetal Ortsteil Buchenau[32]
Gemeinde Cölbe Ortsteil Bürgeln
- Gemeinde Lahntal
Ortsteil Caldern[33]
Stadt Marburg Ortsteil Cappel[34]
Stadt Gladenbach Ortsteil Bellnhausen
Gemeinde Bad Endbach Ortsteil Bottenhorn
Stadt Biedenkopf Ortsteil Breidenstein
Gemeinde Dautphetal Ortsteil Damshausen[35]
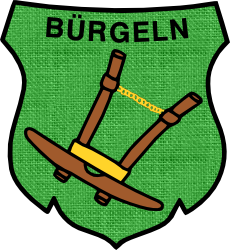
Gemeinde Cölbe Ortsteil Bürgeln
Gemeinde Lahntal Ortsteil Caldern
Stadt Marburg Ortsteil Cappel
Gemeinde Dautphetal Ortsteil Dautphe[36]
Gemeinde Dautphetal Ortsteil Dautphe
Gemeinde Bad Endbach Ortsteil Dernbach
Stadt Biedenkopf Ortsteil Dexbach
Stadt Gladenbach Ortsteil Diedenshausen
Stadt Biedenkopf Ortsteil Eckelshausen
Gemeinde Dautphetal Ortsteil Elmshausen
Stadt Biedenkopf Ortsteil Engelbach
Stadt Gladenbach Ortsteil Erdhausen
Gemeinde Angelburg Ortsteil Frechenhausen
Stadt Gladenbach Ortsteil Friebertshausen
Gemeinde Dautphetal Ortsteil Friedensdorf
Stadt Gladenbach Ortsteil Frohnhausen
Gemeinde Angelburg Ortsteil Gönnern
Gemeinde Bad Endbach Ortsteil Günterod
Gemeinde Bad Endbach Ortsteil Hartenrod
Gemeinde Dautphetal Ortsteil Herzhausen
Gemeinde Dautphetal Ortsteil Holzhausen
Gemeinde Dautphetal Ortsteil Hommertshausen
Gemeinde Bad Endbach Ortsteil Hülshof
Stadt Biedenkopf Ortsteil Katzenbach
Stadt Gladenbach Ortsteil Kehlnbach
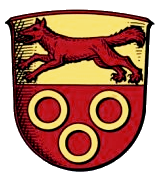
Gemeinde Lohra Ortsteil Kirchvers
Gemeinde Breidenbach Ortsteil Kleingladenbach
Stadt Biedenkopf Ortsteil Kombach
Gemeinde Angelburg Ortsteil Lixfeld
Stadt Wetter Ortsteil Mellnau
Gemeinde Dautphetal Ortsteil Mornshausen
Stadt Gladenbach Ortsteil Mornshausen
Gemeinde Breidenbach Ortsteil Niederdieten
Gemeinde Steffenberg Ortsteil Niedereisenhausen
Gemeinde Steffenberg Ortsteil Niederhörlen
Gemeinde Münchhausen Ortsteile Oberasphe
Gemeinde Breidenbach Ortsteil Oberdieten
Gemeinde Steffenberg Ortsteil Obereisenhausen
Gemeinde Steffenberg Ortsteil Oberhörlen
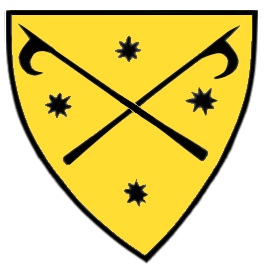
Stadt Wetter Ortsteil Oberrosphe
Gemeinde Steffenberg Ortsteil Quotshausen
Stadt Gladenbach Ortsteil Rachelshausen
Gemeinde Lohra Ortsteil Rollshausen
Stadt Gladenbach Ortsteil Römershausen
Stadt Gladenbach Ortsteil Rüchenbach
Stadt Gladenbach Ortsteil Runzhausen
Gemeinde Bad Endbach Ortsteil Schlierbach
Gemeinde Cölbe Ortsteil Schönstadt
Gemeinde Dautphetal Ortsteil Silberg
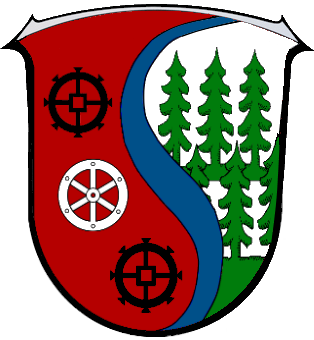
Gemeinde Münchhausen Ortsteil Simtshausen
Stadt Gladenbach Ortsteil Sinkershausen
Gemeinde Steffenberg Ortsteil Steinperf
Stadt Wetter Ortsteil Treisbach
Stadt Biedenkopf Ortsteil Wallau
Stadt Marburg Ortsteil Wehrda
Stadt Gladenbach Ortsteil Weidenhausen
Stadt Biedenkopf Ortsteil Weifenbach
Stadt Gladenbach Ortsteil Weitershausen
Gemeinde Breidenbach Ortsteil Wiesenbach
Gemeinde Dautphetal Ortsteil Wolfgruben
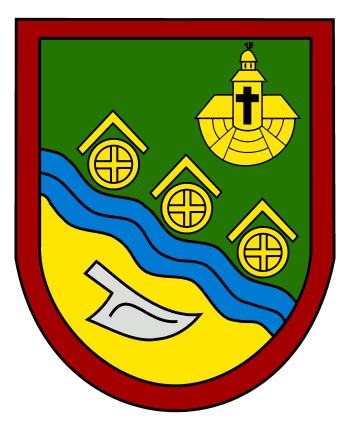
Gemeinde Münchhausen Ortsteil Wollmar
Gemeinde Breidenbach Ortsteil Wolzhausen
Gemeinde Bad Endbach Ortsteil Wommelshausen
Gemeinde Bad Endbach
Ortsteil Dernbach[37]
Stadt Biedenkopf
Ortsteil Dexbach[38]
- Stadt Gladenbach
Ortsteil Diedenshausen[39]
- Stadt Biedenkopf
Ortsteil Eckelshausen[40]
Gemeinde Dautphetal
Ortsteil Elmshausen
- Stadt Biedenkopf
Ortsteil Engelbach[41]
- Stadt Gladenbach
Ortsteil Erdhausen
Gemeinde Angelburg
Ortsteil Frechenhausen
- Stadt Gladenbach
Ortsteil Friebertshausen
Gemeinde Dautphetal Ortsteil Friedensdorf
- Stadt Gladenbach
Ortsteil Frohnhausen
Gemeinde Angelburg
Ortsteil Gönnern
Gemeinde Bad Endbach
Ortsteil Günterod
- Gemeinde Bad Endbach
Ortsteil Hartenrod[42]
- Gemeinde Dautphetal
Ortsteil Herzhausen
- Gemeinde Dautphetal
Ortsteil Holzhausen
- Gemeinde Dautphetal
Ortsteil Hommertshausen
- Gemeinde Bad Endbach
Ortsteil Hülshof
Stadt Biedenkopf
Ortsteil Katzenbach[43]
Stadt Gladenbach
Ortsteil Kehlnbach
Gemeinde Lohra
Ortsteil Kirchvers
Gemeinde Breidenbach
Ortsteil Kleingladenbach[44]
- Stadt Biedenkopf
Ortsteil Kombach[45]
Gemeinde Angelburg
Ortsteil Lixfeld
Stadt Wetter
Ortsteil Mellnau
- Gemeinde Dautphetal
Ortsteil Mornshausen
Stadt Gladenbach Ortsteil Mornshausen
- Gemeinde Breidenbach
Ortsteil Niederdieten
- Gemeinde Steffenberg
Ortsteil Niedereisenhausen[46]
- Gemeinde Steffenberg
Ortsteil Niederhörlen
- Gemeinde Münchhausen
Ortsteile Oberasphe
- Gemeinde Breidenbach
Ortsteil Oberdieten
- Gemeinde Steffenberg
Ortsteil Obereisenhausen
- Gemeinde Steffenberg
Ortsteil Oberhörlen
Stadt Wetter
Ortsteil Oberrosphe
Gemeinde Steffenberg
Gemeinde Weimar (Lahn)
Ortsteil Quotshausen[47]
Stadt Gladenbach
Ortsteil Rachelshausen
Gemeinde Lohra
Ortsteil Rollshausen
- Stadt Gladenbach
Ortsteil Römershausen
- Stadt Gladenbach
Ortsteil Rüchenbach
- Stadt Gladenbach
Ortsteil Runzhausen
- Gemeinde Bad Endbach
Ortsteil Schlierbach
- Gemeinde Cölbe
Ortsteil Schönstadt[48]
- Gemeinde Dautphetal
Ortsteil Silberg
- Gemeinde Münchhausen
Ortsteil Simtshausen
- Stadt Gladenbach
Ortsteil Sinkershausen
- Gemeinde Steffenberg
Ortsteil Steinperf[49]
- Stadt Wetter
Ortsteil Treisbach
- Stadt Biedenkopf
Ortsteil Wallau[50]
- Stadt Marburg
Ortsteil Wehrda
- Stadt Gladenbach
Ortsteil Weidenhausen
- Stadt Biedenkopf
Ortsteil Weifenbach[51]
- Stadt Gladenbach
Ortsteil Weitershausen
- Gemeinde Breidenbach
Ortsteil Wiesenbach
- Gemeinde Dautphetal
Ortsteil Wolfgruben
- Gemeinde Münchhausen
Ortsteil Wollmar
- Gemeinde Breidenbach
Ortsteil Wolzhausen
- Gemeinde Bad Endbach
Ortsteil Wommelshausen

## Blasonierungen
1. ↑  Landkreiswappen: „In Blau der golden gekrönte und bewehrte, neunmal von Silber und Rot geteilte hessische Löwe, der in seinen Pranken einen silbernen Schild mit durchgehendem schwarzem Kreuz hält.“
2. ↑  Marburg: „In Rot auf golden gezäumtem silbernen Ross ein gepanzerter Reiter mit silbernem Topfhelm und blauem Waffenrock, in der Rechten eine dreilatzige goldene Fahne, darauf ein blaues gotisches M, links einen blauen Schild haltend, darin ein golden gekrönter und bewehrter, siebenmal von Silber und Rot geteilter Löwe.“
3. ↑  Amöneburg: „Im blauen Schild auf grünem Boden den heiligen Martin auf silbernem Pferd, der mit dem Schwert seinen roten Mantel mit dem Bettler teilt, begleitet oben rechts von einem silbernen A, oben links von dem sechsspeichigen, silbernen Mainzer Rad.“
4. ↑  Angelburg: „Im geteilten Schild oben in Blau den fünfmal von Silber und Rot geteilten, goldgekrönten und -bewehrten wachsenden hessischen Löwen, unten in Silber drei rote Sterne (2:1).“
5. ↑  Bad Endbach: „In Grün ein schräg links verlaufender silberner Bach zwischen einer aus der rechten oberen Ecke hervorbrechenden strahlenden goldenen Sonne und einer links unten befindlichen geneigten goldenen Kanne.“
6. ↑  Biedenkopf: „In Blau über silberner Zinnenmauer drei silberne Türme - der mittlere bezinnt, die beiden kleineren Seitentürme mit rotem Kegeldach und goldenem Knauf; beiderseits des Mittelturmes ein goldenes Vierblatt; unter der Mauer in Rot ein schreitender goldener Löwe.“
7. ↑  Breidenbach: „In Silber ein breiter, blauer, schräglinks verlaufender Bach, belegt mit einer goldenen Wolfsangel.“
8. ↑  Cölbe: „Im roten Schild einen breiten silbernen Schrägrechtsbalken, belegt mit sechs gestürzten roten Herzen.“
9. ↑  Dautphetal: „In Blau ein silberner, goldenbewehrter Adler, der in den Fängen zwei silberne, einander zugekehrte Schilde mit je einem roten Löwen hält.“
10. ↑  Ebsdorfergrund: „Im goldenen Schild auf grünem Dreiberg einen roten zinnenbewehrten Turm, unter dem Zinnenkranz belegt mit dem hessischen Löwenschild.“
11. ↑  Fronhausen: „Im roten, durch einen silbernen Wellenbalken schräglinks geteilten Schilde oben einen silbernen Adlerflug, unten sieben (4:3) silberne Rauten.“
12. ↑  Gladenbach: „Schild geteilt; oben der wachsende Hessische Löwe in Blau, unten ein goldener Schragen in Grün.“
13. ↑  Kirchhain: „Im roten Schild ein silberner Spangenhelm mit goldenen Helmdecken und zwei silberen Büffelhörnern als Helmzier, die außen mit je sechs silbernen Lindenzweigen besteckt sind, zwischen den Büffelhörnern ein goldenes K.“
14. ↑  Lahntal: „Im roten, durch einen mit dem Deutschordensschild (schwarzes durchgehendes Kreuz in Silber) belegten silbernen Wellenbalken geteilten Schild, hinter dem Herzschild einen schräggestellten und nach innen gekehrten goldenen Äbtissinnenstab mit silbernem Velum, begleitet oben links von drei, unten von vier silbernen, dreiblättrigen Kleeblättern.“
15. ↑  Lohra: „Im geteilten Schild oben im goldenen blaubeschindelten Feld ein wachsender rot-bewehrter blauer Löwe, unten im blauen, mit goldenen Kreuzchen besäten Feld ein goldener Schragen.“
16. ↑  Münchhausen: „Im roten Schild eine mit einem fünfspeichigen schwarzen Rad belegte erniedrigte Spitze, die oben in ein gleicharmiges silbernes Kreuz übergeht.“
17. ↑  Neustadt: „In Rot auf stehendem, golden gezäumtem silbernem Ross der golden nimbierte, blau gerüstete Heilige Martin, der mit silbernem Schwert ein Stück des goldenen Mantels dem auf grünem Boden knienden, linksgewendeten Bettler zuteilt; im Obereck ein sechsspeichiges silbernes Rad.“
18. ↑  Rauschenberg: „Im von Schwarz und Gold geteilten Schild oben einen sechsstrahligen silbernen Stern.“
19. ↑  Stadtallendorf: „In Blau ein goldener, rotbewehrter Bär und ein neunmal von Silber und Rot geteilter Löwe, die ein silbernes, sechsspeichiges Rad emporhalten.“
20. ↑  Steffenberg: „Im goldenen Schild über einem blauen Wellenbalken einen laufenden, rotbewehrten Bären.“
21. ↑  Weimar (Lahn): „Der von Rot und Weiß gespaltene Schild zeigt eine heraldische Rose in verwechselten Farben.“
22. ↑  Wetter: „In Gold ein grüner Dreiberg, aus dem ein grüner Stengel mit drei silbernen Lilien wächst; beiderseits je ein zugewendeter Schild: vorne in Blau ein linksgewendeter, fünfmal von Silber und Rot geteilter Löwe, hinten in Rot ein sechsspeichiges silbernes Rad.“
23. ↑  Wohratal: „Unter rotem, von silbernem Wellenbalken abgeteiltem Schildhaupt, darin drei silberne Sterne, unten in Blau ein silbernes Hugenottenkreuz mit Dornenkrone.“
24. ↑  Landkreis Biedenkopf: „In Blau ein mit zwei roten Balken belegter, golden gekrönter silberner Löwenkopf.“
25. ↑  Landkreis Marburg: „In Blau ein mehrfach von Silber und Rot geteilter, golden gekrönter Löwe, der in den Vorderpranken ein silbernes Schildchen mit einem durchgehenden schwarzen Kreuz hält.“
26. ↑  Achenbach: „In Silber ein blauer, schräg-links verlaufender Bach, begleitet von zwei roten Rosen mit goldenen Butzen und grünen Kelchblättern.“
27. ↑  Allendorf: „In einem von Rot und Silber gespaltenen Schild ein um einen Stern geschlossener Doppelflügel in verwechselten Farben.“
28. ↑  Amönau: „In Rot über goldenem Schildfuß mit blauem Wellenbalken ein silberner Kirchturm mit blauem Tor und blauem Dach mit 2 Ecktürmchen; beseitet von silbernem Stern und silbernem zunehmendem Halbmond.“
29. ↑  Bellnhausen: „In Silber drei schwarze Schräg-rechts-Balken, von denen der mittlere mit einem goldenen Bergwerkshammer belegt ist.“
30. ↑  Bottenhorn: „In Gold ein grünes Bottenhorn mit roter Öffnung unter einem links oben stehenden dreiblättrigen schwarzen Kleeblatt.“
31. ↑  Breidenstein: „Im gespaltenen Schild vorn in schwarzem Feld drei goldene Kleeblätter untereinander und hinten im goldenen Feld eine schwarze Wolfsangel, die sich der Gestalt eines großen B annähert.“
32. ↑  Buchenau: „In Blau drei goldene Garben (2:1) unter einem goldenen Schildhaupt mit einem rechten roten Stern.“
33. ↑  Caldern: „In Silber auf rotem Schildfuß eine rote Linde hinter einer schwarzen steinernen Gerichtsbank.“
34. ↑  Cappel: „In Blau über goldenen Wellen ein wachsendes goldenes Mühlrad.“
35. ↑  Damshausen: „Unter einem silbernen Schildhaupt mit durchgehendem schwarzen Kreuz in Rot drei silberne Pflugscharen (2:1).“
36. ↑  Dautphe: „In Blau ein goldbewehrter silberner Adler, in dessen Fängen zwei einander zugekehrte silberne Schilde mit je einem roten Löwen.“
37. ↑  Dernbach: „In Schwarz über einem goldenen Wellenbalken drei in Form einer halben, oberen Rosette angeordnete goldene Seeblätter.“
38. ↑  Dexbach: „In Gold ein Kirschenbüschel mit drei roten Kirschen (2:1) und drei grünen Blättern (1:2).“
39. ↑  Diedenshausen: „In Blau ein gemauerter, goldener Brunnen mit Becken und Wand, an der ein silberner Löwenkopf als Wasserspeier aus einer rotgefassten Röhre einen silbernen Wasserstrahl fließen lässt.“
40. ↑  Eckelshausen: „In Schwarz drei goldene damaszierte Rauten oder Ecken (1:2).“
41. ↑  Engelbach: „In Blau über einem erniedrigten silbernen Schräglinksbach ein geflügelter goldener Engelskopf.“
42. ↑  Hartenrod: „In einem von einer aufsteigenden geschweiften goldenen Spitze geteilten roten Schild oben vorn und oben hinten je ein goldenes Ährenbündel und unten eine rote Pflugschar.“
43. ↑  Katzenbach: „In Rot ein nach rechts schreitender weißer Hirsch über einem goldenen Schildfuß mit blauem Wellenbalken.“
44. ↑  Kleingladenbach: „In Rot eine goldene Linde belegt mit einer auffliegenden silbernen Friedenstaube im schwarzen Kreisfeld.“
45. ↑  Kombach: „Schild durch eine geschweifte grüne Spitze mit silbernem Quell von Rot und Silber gespalten, vorne und hinten eine Hirschstange in verwechselten Farben.“
46. ↑  Niedereisenhausen: „In Gold eine gestürzte blaue Spitze mit goldenem, rotbezungten Löwenkopf; darunter zwei waagerecht gestellte schwarze Seeblätter über einer im Schildfuß stehenden Raute, die mit ihren Spitzen in der Schildmitte zusammenstoßen.“
47. ↑  Quotshausen: „In Rot über einem silbernen Bach im Schildfuß drei silberne Mühlräder (2:1).“
48. ↑  Schönstadt: „In Rot ein silberner Schrägrechtsbalken belegt mit drei gestürzten schwarzen Herzen nach der Figur.“
49. ↑  Steinperf: „In Gold ein blauer Schrägbalken, belegt mit einem silbernen, besteckten, rot gebundenen Rocken, zwischen zwei blauen Rädern.“
50. ↑  Wallau: „In Silber über grünem Dreiberg ein roter schreitender Fuchs mit weißglühenden Augen.“
51. ↑  Weifenbach: „In Gold eine blaue Wellendeichsel zwischen drei roten Garnrädern mit schwarzen Speichen (1:2).“